# Kvarntjärnen (Jörns socken, Västerbotten)
Kvarntjärnen är en sjö i Arvidsjaurs kommun och Skellefteå kommun i Västerbotten och ingår i Byskeälvens huvudavrinningsområde. Sjön har en area på 0,0976 kvadratkilometer och ligger 318,1 meter över havet. Kvarntjärnen ligger i Byskeälven Natura 2000-område. Sjön avvattnas av vattendraget Skogträskbäcken.

## Delavrinningsområde
Kvarntjärnen ingår i det delavrinningsområde (725240-168439) som SMHI kallar för Ovan Svanträskbäcken. Medelhöjden är 350 meter över havet och ytan är 17,73 kvadratkilometer. Det finns ett avrinningsområde uppströms, och räknas det in blir den ackumulerade arean 34,34 kvadratkilometer. Skogträskbäcken som avvattnar avrinningsområdet har biflödesordning 3, vilket innebär att vattnet flödar genom totalt 3 vattendrag innan det når havet efter 101 kilometer. Avrinningsområdet består mestadels av skog (77 procent) och sankmarker (17 procent). Avrinningsområdet har 0,4 kvadratkilometer vattenytor vilket ger det en sjöprocent på 2,3 procent.